# YUE HUA Entertainment
Yuehua Entertainment（ウィエファ・エンターテイメント、中: 乐华娱乐、朝: 위에화 엔터테인먼트）は、中国、北京に拠点を置く、多国籍芸能プロダクションである。2009年7月に設立されて以来、音楽・ドラマ・映画の制作と発行、アーティストの育成・提供、プロモーションを中心に事業を展開し、デジタルメディアでも活動を広げている。また、中国の芸能プロダクションでは初めて韓国に大型支社を設立した。

## 略歴
2009年6月に中国にて会社設立。拠点は中国の北京市、韓国ソウル特別市に置かれており、主に中華圏内はもとより韓国国内のアーティストの世界進出を視野に入れた活動を目指している。

## 所属アーティスト

### 歌手
中国
- 韓庚（ハンギョン） - SUPER JUNIORの元メンバー。現在はソロ歌手、俳優として活動中[3]。
- ワン・イーボー - UNIQのメンバー
- ムンハン - UNIQのメンバー
- ジェイシェン　 - UNIQのメンバー
- ジュー・ジャンティン - NEXTのメンバー
- ビー・ウェンジュン - NEXTのメンバー
- ファン・チョンチョン - NEXTのメンバー
- ジャスティン - NEXTのメンバー
- ソニ - 宇宙少女の元メンバー
- ソンソ - 宇宙少女の元メンバー
- ミギ - 宇宙少女の元メンバー
- 王晰
- チェン・シンウェイ
- 黄征、孟庭葦、安又琪、艾菲(Ivy)、黃新淳、胡春楊 他

韓国
- ソンジュ - UNIQのメンバー
- チェ・イェナ - IZ*ONEの元メンバー
- ジャン・ハオ - ZEROBASEONEのメンバー
- リッキー - ZEROBASEONEのメンバー
- キム・ギュビン - ZEROBASEONEのメンバー
- ハン・ユジン - ZEROBASEONEのメンバー
- ユ・スンオン - EVNNEのメンバー
- チ・ユンソ - EVNNEのメンバー

### グループ
中国
- UNIQ - 2014年10月にデビュー。
- YHBOYS - 2017年2月にデビュー、2020年に解散。
- NEXT - 2018年6月にデビュー。『PRODUCE 101 SEASON2』に参加した朱正廷やジャスティンや共に『偶像練習生』で参加した畢雯珺、黄新淳、丁澤仁、范丞丞、李権哲[注 1]などが所属する男性アイドルグループ。
- A-SOUL - 2020年12月にByteDanceとの共同で作られたバーチャル女性アイドルグループ。
- NAME - 2021年12月にデビュー。元NATUREのメンバー、李佳佳と共に青春有你2に参加した馮若航、金子涵などが所属する女性アイドルグループ。
- BOYHOOD - 2022年9月にデビュー。韓国のTO1ができたサバイバル番組『TO BE WORLD KLASS』に参加した汪穆清などが所属する男性グループ。

韓国
- UNIQ（유니크/ユニーク） - 2014年10月にデビュー。名前の由来は伝説の動物ユニコーン（UNICORN）と様々な個性（UNIQUE）をかけている[4]。
- 宇宙少女 - 2016年2月にデビュー。STARSHIPエンターテインメントとの共同ガールズグループ。
- Hyeongseop X Euiwoong - 2017年11月にデビュー。『PRODUCE 101 SEASON2』に参加したアン・ヒョンソプ、イ・ウィウンによるユニット。
- EVERGLOW - 2019年3月にデビュー。『PRODUCE 48』に参加したキム・シヒョン、ワン・イーレンや『アイドル学校』に出演したオンダ（チョ・セリム）、元JYPエンターテインメント練習生のアシャ（ホ・ユリム）などが所属するガールズグループ[5]。
- TEMPEST - 2022年3月2日にデビュー。アン・ヒョンソプ、イ・ウィウンなどが所属するボーイズ・グループ。ボーイズグループサバイバル番組「I-LAND」に出演し、セミファイナルまで進出したハンビンもいる。

### 俳優
- イ・ドヒョン
- チョン・イル